# Dấu hiệu Abel
Trong toán học, dấu hiệu Abel, hay còn gọi là tiêu chuẩn Abel là một phương pháp kiểm tra sự hội tụ của một chuỗi vô hạn. Phép kiểm tra này được đặt tên theo nhà toán học người Na Uy, Niels Henrik Abel. Có hai phiên bản khác nhau đôi chút của phép thử Abel, một phiên bản cho các chuỗi số thực và phiên bản còn lại cho chuỗi lũy thừa trong giải tích phức. Dấu hiệu hội tụ đều Abel là một tiêu chuẩn cho sự hội tụ đều của một chuỗi hàm phụ thuộc tham số.

## Dấu hiệu Abel trong giải tích thực
Giả sử rằng có hai dãy số thực {\displaystyle (a_{n})_{n=1}^{\infty }} và {\displaystyle (b_{n})_{n=1}^{\infty }} thoả mãn
1. Chuỗi {\displaystyle \sum _{n=1}^{\infty }a_{n}} hội tụ.
2. Dãy {\displaystyle (b_{n})} đơn điệu và bị chặn.

Khi đó chuỗi {\displaystyle S=\sum _{n=1}^{\infty }a_{n}b_{n}} cũng hội tụ.

Thật vậy, đặt {\displaystyle B_{n}=\sum _{k=1}^{n}a_{k}}. Khi đó theo khai triển Abel ta có
{\displaystyle S_{n}=\sum _{k=1}^{n}a_{k}b_{k}=\sum _{k=1}^{n-1}B_{n}(b_{k}-b_{k+1})+b_{n}B_{n}.}
Dãy {\displaystyle (b_{n})} hội tụ theo định lý đơn điệu hội tụ và {\displaystyle (B_{n})} hội tụ theo giả thiết. Do đó {\displaystyle b_{n}B_{n}\to M} khi {\displaystyle n\to \infty }. Theo định nghĩa của chuỗi ta có
{\displaystyle S=\lim _{n\to \infty }S_{n}=M+\sum _{n=1}^{\infty }B_{n}(b_{n}-b_{n+1}).}
Ta chỉ cần chứng minh chuỗi {\displaystyle \sum _{n=1}^{\infty }B_{n}(b_{n}-b_{n+1})} hội tụ tuyệt đối là đủ. Thật vậy, đặt chuỗi này là {\displaystyle Q}, ta kiểm tra được
{\displaystyle |Q|\leq \sum _{n=1}^{\infty }{\big |}B_{n}(b_{n}-b_{n+1}){\big |},}
mà dãy {\displaystyle (B_{n})} hội tụ nên nó bị chặn bởi số {\displaystyle A} nào đó. Khi đó {\displaystyle |Q|\leq A\sum _{n=1}^{\infty }|b_{n}-b_{n+1}|}, mà chuỗi sau cùng là chuỗi lồng nhau vì dãy {\displaystyle (b_{n})} đơn điệu mà dãy này cũng hội tụ nên chuỗi sau cùng cũng hội tụ. Theo đó theo tiêu chuẩn so sánh chuỗi {\displaystyle Q} hội tụ tuyệt đối, ta có điều phải chứng minh.

## Dấu hiệu Abel trong giải tích phức
Một dấu hiệu hội tụ có liên quan, cũng gọi là dấu hiệu Abel có thể được sử dụng để thiết lập sự hội tụ của một chuỗi lũy thừa trên biên của đường tròn hội tụ của nó. Cụ thể, dấu hiệu Abel khẳng định rằng nếu một dãy số thực dương {\displaystyle (a_{n})} đơn điệu giảm (hay ít nhất là với mọi n lớn hơn một số tự nhiên m, ta có {\displaystyle a_{n}\geq a_{n+1}}) và
{\displaystyle \lim _{n\rightarrow \infty }a_{n}=0}
thì chuỗi lũy thừa
{\displaystyle f(z)=\sum _{n=0}^{\infty }a_{n}z^{n}}
hội tụ ở mọi nơi trên đường tròn đơn vị đóng, ngoại trừ z = 1. Dấu hiệu Abel không áp dụng khi z = 1, vì thế sự hội tụ ở điểm đó phải được xét riêng. Chú ý rằng dấu hiệu Abel ngụ ý riêng rằng bán kính hội tụ ít nhất bằng 1. Nó cũng có thể được áp dụng với một chuỗi lũy thừa với bán kính hội tụ R ≠ 1 bởi một phép đổi biến đơn giản ζ = z/R. Chú ý rằng dấu hiệu Abel là một tổng quát hóa của tiêu chuẩn Leibniz khi cho z = −1.
Chứng minh dấu hiệu Abel phức: Giả sử rằng z là một điểm trên đường tròn đơn vị và z ≠ 1. Với mỗi {\displaystyle n\geq 1}, ta định nghĩa dãy hàm
{\displaystyle f_{n}(z):=\sum _{k=0}^{n}a_{k}z^{k}.}
Nhân dãy hàm số này với (1 − z), ta có được
{\displaystyle {\begin{aligned}(1-z)f_{n}(z)&=\sum _{k=0}^{n}a_{k}(1-z)z^{k}=\sum _{k=0}^{n}a_{k}z^{k}-\sum _{k=0}^{n}a_{k}z^{k+1}=a_{0}+\sum _{k=1}^{n}a_{k}z^{k}-\sum _{k=1}^{n+1}a_{k-1}z^{k}\\&=a_{0}-a_{n}z^{n+1}+\sum _{k=1}^{n}(a_{k}-a_{k-1})z^{k}.\end{aligned}}}
Số hạng đầu tiên là hằng số, số hạng thứ hai hội tụ đếu đến 0 (vì theo giả thiết {\displaystyle (a_{n})} hội tụ đến 0). Ta chỉ còn cần chứng tỏ rằng số hạng chuỗi hội tụ, bằng cách cho thấy nó hội tụ tuyệt đối: {\displaystyle \sum _{k=1}^{\infty }\left|(a_{k}-a_{k-1})z^{k}\right|=\sum _{k=1}^{\infty }|a_{k}-a_{k-1}|\cdot |z|^{k}\leq \sum _{k=1}^{\infty }(a_{k-1}-a_{k})}, trong đó tổng cuối là một tổng rút hội tụ. Giá trị tuyệt đối được bỏ đi vì dãy {\displaystyle (a_{n})} đơn điệu giảm theo giả thiết.
Vì thế, dãy hàm {\displaystyle (1-z)f_{n}(z)} hội tụ (và còn hội tụ đều) trên đĩa đơn vị đóng. Nếu {\displaystyle z\not =1}, ta có thể chia cho (1 − z) để có kết quả cần chứng minh.

## Dấu hiệu hội tụ đều Abel
Dấu hiệu hội tụ đều Abel là một tiêu chuẩn để xét sự hội tụ đều của một chuỗi hàm hay một tích phân suy rộng hàm phụ thuộc tham số. Nó có liên quan đến dấu hiệu Abel cho sự hội tụ của một chuỗi số thực thông thường, và chứng minh cũng dựa vào thủ thuật lấy tổng từng phần.
Dấu hiệu là như sau. Cho {gn} là một dãy các hàm số liên tục, bị chặn đều trên một tập E sao cho gn+1(x) ≤ gn(x) với mọi x ∈ E và mọi số nguyên dương n, và cho {fn} là một dãy các hàm giá trị thực sao cho chuỗi hàm số Σfn(x) hội tụ đều trên E.  Vậy thì chuỗi Σfn(x)gn(x) cũng hội tụ đều trên E.